# Magyar Dolgozók Pártja
Die Magyar Dolgozók Pártja (kurz MDP; deutsch Partei der Ungarischen Werktätigen) war eine stalinistisch-kommunistische Partei und nach dem Zweiten Weltkrieg unter der Führung von Mátyás Rákosi von 1949 bis 1956 die diktatorische Einheitspartei der Volksrepublik Ungarn.
Nach dem Ungarischen Volksaufstand ging sie 1956 in der neuen Ungarischen Sozialistischen Partei auf.

## Geschichte
Die MDP entstand 1948 als eine Vereinigung der Ungarischen Kommunistischen Partei (MKP) und der Sozialdemokratischen Partei Ungarns (MSzDP).
Der Gründung vorausgegangen war das Anwachsen der MKP zur stärksten politischen Kraft des Landes, die bei den ungarischen Parlamentswahlen am 31. August 1947 allerdings nur rund 22,3 % aller Stimmen erhielt.
1948 empfahl die Kominform wohl auch deshalb eine Vereinigung von KMP und MSzDP zu einer gemeinsamen Arbeiterpartei. Durch den Druck der sowjetischen Besatzungsmacht wurden aufkommende Widerstände auf Seiten der Sozialdemokraten unterdrückt. Es war (wie in Polen, in Rumänien, in der DDR und anderen mitteleuropäischen Staaten auch) eine Zwangsvereinigung.
Nach dem Sieg der von ihr geführten Listenverbindung bei der Parlamentswahl am 15. Mai 1949 (einer Scheinwahl) trat am 20. August 1949 eine neue Verfassung in Kraft, die der sowjetischen Verfassung von 1936 nachempfunden war. Der 21-köpfige Präsidialrat der Ungarischen Volksrepublik als kollektives Staatsoberhaupt wurde eingeführt, der zwischen den Sitzungen des Parlaments dessen Befugnisse hatte.
In- und außerhalb der MDP wurde um Mátyás Rákosi ein Personenkult aufgebaut. Vorbild war der Personenkult um Stalin, der seit etwa 1924 die Sowjetunion diktatorisch regierte. Gleichzeitig gab es eine Welle von politisch motivierten Prozessen gegen tatsächliche und vermeintliche Gegner des neuen Staates, bei der gegen mehr als eine Million Menschen, rund zehn Prozent der Bevölkerung, Verfahren eingeleitet wurden und auch MDP-Mitglieder angeklagt wurden (etwa der 1949 hingerichtete frühere Außenminister László Rajk).
Ökonomisch orientierte die MDP Ungarn darauf, sich ähnlich wie die Sowjetunion durch eine Zentralverwaltungswirtschaft von den Kriegsschäden zu erholen und weiterzuentwickeln. 1948 wurde mit der Kollektivierung der Landwirtschaft begonnen. 1949 wurde der erste 3-Jahr-Plan vorzeitig erfüllt und die im Zweiten Weltkrieg zerstörte Infrastruktur Ungarns galt als offiziell wiederhergestellt. Ebenfalls 1949 wurde das Gesetz zur Verstaatlichung aller Unternehmen mit mehr als 10 Beschäftigten verabschiedet und 1950 der erste 5-Jahr-Plan mit dem Schwerpunkt der Entwicklung der Schwerindustrie aufgestellt.
Imre Nagy wurde am 13. Juni 1953 im Rahmen der Entstalinisierung Ministerpräsident und somit ungarischer Regierungschef. Er löste Mátyás Rákosi ab, der allerdings KP-Parteichef blieb.
Nagy änderte die Parteilinie in einigen Punkten: die Fixierung auf die Entwicklung der Schwerindustrie wurde aufgegeben, die Kollektivierung wurde gestoppt und die Gerichtsurteile gegen rund 750.000 Ungarn wurden aufgehoben.
Im Sommer 1956, nach dem XX. Parteitag der KPdSU und der Geheimrede Chruschtschows Über den Personenkult und seine Folgen, übergab Rákosi die Führung der Partei an Ernő Gerő.
Während des ungarischen Volksaufstandes löste János Kádár am 25. Oktober 1956 Ernő Gerő ab. Am 30. Oktober 1956 gab Ministerpräsident Imre Nagy das Ende des Einparteiensystems und die Auflösung der MDP bekannt. Die Nachfolge der MDP als sozialistische Regierungspartei übernahm die nach dem Ende des Ungarnaufstands am 1. November 1956 gegründete Ungarische Sozialistische Arbeiterpartei.

## Politische Führung der Partei
| Amtszeit          | Bezeichnung            | Name            |
| ----------------- | ---------------------- | --------------- |
| 07/1948 – 04/1950 | Vorsitzender           | Árpád Szakasits |
| 06/1948 – 06/1953 | Generalsekretär des ZK | Mátyás Rákosi   |
| 06/1953 – 07/1956 | Erster Sekretär des ZK | Mátyás Rákosi   |
| 07/1956 – 10/1956 | Erster Sekretär des ZK | Ernő Gerő       |
| 10/1956           | Erster Sekretär des ZK | János Kádár     |